# Président de la république de Zambie
Le président de la république de Zambie (en anglais : President of the Republic of Zambia) est le chef de l'État et de gouvernement de la Zambie. Ses compétences politiques et institutionnelles sont régies par la constitution de 1991.

## Système électoral
Le président de la République est élu au scrutin uninominal majoritaire à deux tours pour un mandat de cinq ans, renouvelable une seule fois. Est élu le candidat ayant obtenu la majorité absolue des suffrages exprimés au premier tour. À défaut, un second tour est organisé entre les deux candidats ayant obtenu le plus grand nombre de suffrages, et celui qui arrive en tête est déclaré élu,.
Chaque candidat à la présidence se présente accompagné d'un candidat à la vice-présidence, dont le rôle est depuis une révision de la constitution opérée en 2015 de mener à son terme le mandat du président élu en cas d'empêchement de celui ci. Précédemment, une nouvelle élection était organisé pour un élire un président qui effectuait le restant de la durée du mandat inachevé, de manière à conserver un cycle d'élections présidentielles et législatives simultanées. Une telle situation venait d'avoir lieu avec la mort en fonction du président Michael Sata, qui avait conduit à la tenue de l'élection présidentielle zambienne de 2015. La révision de 2015 a également introduite le scrutin à deux tours, le président étant auparavant élu au scrutin uninominal majoritaire à un tour.